# Docodesmus maldonadoi
Docodesmus maldonadoi är en mångfotingart som beskrevs av Velez 1967. Docodesmus maldonadoi ingår i släktet Docodesmus och familjen fingerdubbelfotingar. Inga underarter finns listade i Catalogue of Life.